# Pianeta di elio

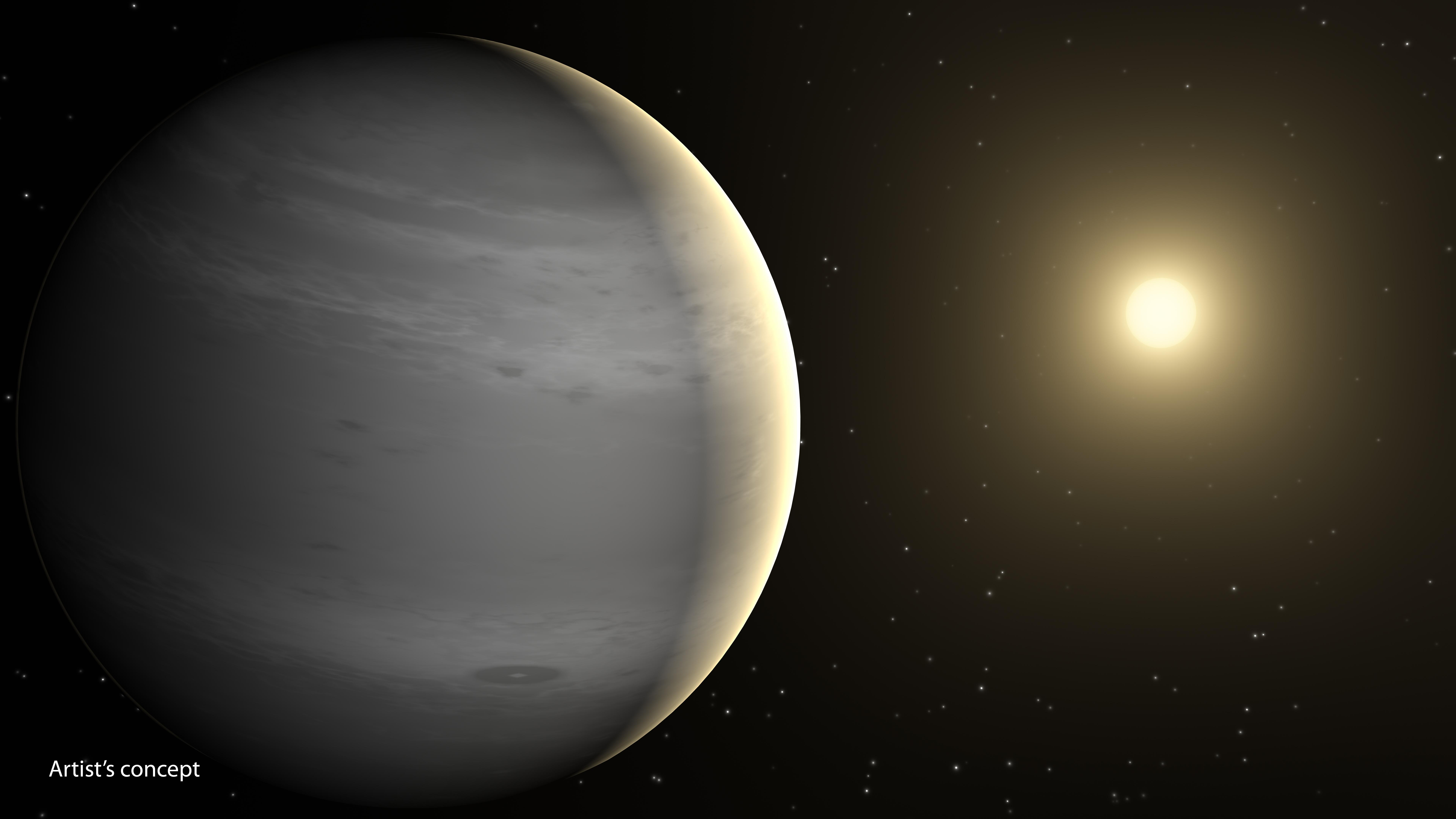
I pianeti di elio che si sono formati per evaporazione dell'idrogeno potrebbero avere una colorazione biancastra o grigia, come Gliese 436 b in questa immagine artistica.

Un pianeta di elio è un ipotetico tipo di pianeta la cui atmosfera è costituita prevalentemente da elio, in contrasto con i giganti gassosi comuni come Giove e Saturno, le cui atmosfere sono costituite principalmente da idrogeno, mentre l'elio è solo un componente secondario. Gliese 436 b è un esopianeta candidato ad essere un pianeta di elio. Nonostante non esistano pianeti di elio nel sistema solare, alcuni astronomi pensano che questo tipo di pianeti sia comune nella nostra galassia.

## Origine
Esistono diverse teorie sulla formazione dei pianeti di elio.

### Evaporazione di idrogeno da pianeti giganti
La formazione di un pianeta di elio potrebbe avvenire per evaporazione dell'idrogeno da un pianeta gigante caldo, in orbita stretta attorno alla propria stella. Essendo l'idrogeno l'elemento più leggero, la radiazione della stella causerà la sua evaporazione prima degli altri elementi più pesanti, e dopo un tempo che può arrivare anche a 10 miliardi di anni, l'idrogeno potrebbe essere completamente evaporato; l'elio a quel punto diverrebbe l'elemento predominante del pianeta.

### Evaporazione di una nana bianca
Un altro scenario possibile per la formazione di pianeti di elio è quello previsto per le stelle AM Canum Venaticorum, stelle binarie simbiotiche costituite da due stelle degeneri con un comune involucro povero d'idrogeno, già processato dalla fusione nucleare precedente delle due stelle, solitamente nane bianche. A causa del trasferimento di massa verso la componente più massiccia, una delle due stelle potrebbe rimanere con una massa planetaria, già in origine povera d'idrogeno, costituita principalmente da elio ed elementi più pesanti.

## Caratteristiche
I pianeti di elio dovrebbero essere distinguibili dai normali pianeti dominati dall'idrogeno per l'evidenza di monossido di carbonio e anidride carbonica nella loro atmosfera. A causa dell'esaurimento dell'idrogeno, il metano previsto nell'atmosfera non può formarsi, perché senza l'idrogeno il carbonio si combina all'ossigeno, formando CO e CO2. A causa della composizione atmosferica, i pianeti di elio dovrebbero essere all'apparenza di colore bianco o grigio.